# Abbaye Santa Maria di Sala
L'Abbaye Santa Maria di Sala est une ancienne abbaye cistercienne, sise en Italie, dans la commune de Farnese (Latium, province de Viterbe). Elle est aujourd'hui ruinée.

## Situation
L'abbaye Santa Maria di Sala est située à environ trois kilomètres au nord du bourg de Farnese, à la limite de la réserve naturelle partielle de la forêt de Lamone (it), plus précisément sur le cours de la rivière Olpeta, émissaire du lac Mezzano et affluent de la Fiora. Les bâtiments ne sont pas construits dans la vallée même, mais sur les premières pentes d'une colline.

## Histoire

### Fondation
L'abbaye est fondée à l'initiative de l'évêque de Castro (it), dont le nom ne nous est pas parvenu. En 1189, il fait venir de Staffarda un groupe de cisterciens. Cette venue a peut-être une raison politique, à cause des changements territoriaux qui affectent alors cette partie de l'Italie. Selon le document relatant la fondation, les moines, dès leur arrivée, « commencent à bâtir l'église ». Pourtant, le style et l'architecture de celle-ci tendent à prouver que celle-ci préexistait à leur arrivée.

### Une petite communauté à l'avenir incertain
Dès 1205, une inspection est faite pour vérifier si Santa Maria di Sala remplit les conditions pour être considérée comme une abbaye à part entière. Pour cela, il faut qu'elle coopte un minimum douze moines en plus de l'abbé. Il s'avère que ce n'est pas le cas, et les années suivantes ne montrent aucune amélioration de ce point de vue. En 1257, l'abbaye est vendue à celle de Cimino (de la filiation de Pontigny), qui en fait l'un de ses prieurés. Paradoxalement, c'est à partir de ce moment que Santa Maria di Sala connaît sa plus grande prospérité.
Mais celle-ci ne dure guère. En 1319, la présence cistercienne est attestée. En revanche, en 1478, seule la présence d'un ermite augustinien est constatée. En 1588 et en 1603, il est fait mention d'un recteur de l'église, Fabrizio Cipolletta. La présence d'un recteur est également possible, mais non certaine, en 1659. Enfin, en 1809 et 1851, la chapelle est mentionnée, mais comme une entité indépendante de la paroisse de Farnese.

## Architecture
L'abbaye de Sala était une petite fondation, ce qui se reflète dans les dimensions des bâtiments.

### L'église abbatiale
Elle est à nef unique, de 17,46 mètres de longueur et de 5,32 mètres de largeur, se terminant à l'ouest par une abside semi-circulaire, et précédée à l'est d'un petit narthex. Elle est orientée « à l'envers » de ce qui est considéré comme l'orientation normale des églises, tournées vers l'orient. La nef comporte trois fenêtres de chaque côté, et l'abside deux. Le côté sud de l'église ouvrait vers le reste des bâtiments, situé en contrebas. Le clocher et le toit sont aujourd'hui effondrés, et l'église est envahie par la végétation. Le narthex, pour sa part, est au contraire bâti en opus incertum, assemblage de pierres irrégulières liées par un mortier abondant.
L'édifice était construit en blocs de travertin assemblés en grand appareil : des pierres taillées d'une hauteur constante de trente centimètres, et de longueur variable, assemblées presque sans usage de liant. Les murs étaient enduits de plâtre blanc, lui-même recouvert de fresques. Trois de ces dernières, très dégradées, ont été transportées au palazzo comunale de Farnese en 1979, où elles ont été restaurées. Elles représentent respectivement une L'Annonciation, une Vierge en majesté et une «  Vierge à l'Enfant accompagnée de saint Sébastien ». Une dernière fresque, trop abîmée et illisible, a été laissée en place.